# 978 v.Chr.
Het jaar 978 v.Chr. is een jaartal volgens de christelijke jaartelling.

## Gebeurtenissen

### Egypte
- Koning Siamun (978 - 959 v.Chr.) de zesde farao van de 21e dynastie van Egypte.

## Overleden
- Osorkon de Oudere, farao van Neder-Egypte